# アラン・ド・ソワソン
アラン・ド・ソワソン（Alain de Soissons、? - 1804年）は、池田理代子の漫画『ベルサイユのばら』及び『栄光のナポレオン-エロイカ』に登場する架空の軍人。

## 略歴

### ベルサイユのばら
元は士官学校を出た少尉だったが、面会に来た妹・ディアンヌに手を出そうとした先代の隊長を殴り顎の骨を折ったため、フランス衛兵隊の一兵卒に落とされた。先代の隊長に表沙汰に出来ない強姦未遂という非があったことにより、銃殺刑は免れた。
その後、1781年の規則「4代以上続いた大貴族でなければ昇進できない（en）」という大貴族が高位高官の職を独占するべく陸軍大臣ド・セギュール公爵が制定したため、貴族の間でも上級貴族と下級貴族の格差を作り出しており、この差別により貴族とは名ばかりの平民以下の貧困に苦しむばかりか元の階級に戻ることも出来ず自暴自棄になっていた。1787年に新しく隊長となったオスカル・フランソワ・ド・ジャルジェ准将に銃口を向けて脅迫して追い出そうとして決闘に敗れ、なおも拉致・監禁を働くも被害者であるオスカル自身の温情により不問に処された。それでもブイエ将軍に無礼を働く等々の働き口を失いかねない暴挙を続けた。ブイエ将軍に対する愚挙で同僚がオスカルにほだされたのを機に意地を張りながらも徐々に力量を認めるようになり、いつの間にか恋心を抱くようになる。
1788年12月、ディアンヌと婚約していた貴族の青年が彼女を「名ばかりの貴族で貧乏だから」と簡単に裏切って金持ちの平民と結婚したため、これに絶望したディアンヌは首を吊り自ら命を絶ってしまう。最愛の妹が自殺したショックで半ば廃人状態になっていたのを、家へ訪ねて来たオスカルによって正気に戻される。義弟になる筈だった妹の元婚約者の姓名と心変わりの詳細は不明。
1789年6月19日、命令により三部会が開かれている議場を閉鎖する。（原作では）その時、衝動的にオスカルにキスしたのを、アンドレに止められる。
同年6月23日、会議場から立ち去ろうとしない平民代表たちを追い出すようにブイエ将軍に命じられるが拒否。第1班全員と共にアベイ監獄に投獄されるが、オスカルがジャーナリストのベルナール・シャトレに協力させて民衆を動かし、6月30日に釈放される。
なにかとアンドレと反目していたが、彼の失明を知ると涙ながらに拳を振るい「残れ」と命令。しかし、アンドレの意志が硬いことを知ると、他の隊員とともにアンドレを支えた。
同年7月13日、テュイルリー宮広場でオスカルに率いられてドイツ人騎兵隊と戦闘。衛兵隊側からもフランソワ、ジャン、アンドレ等多数の死者が出たが、とりあえず勝利。翌日、バスティーユ牢獄攻撃に参加し負傷。そして銃弾に倒れたオスカルをロザリーと共に看取る。

### 栄光のナポレオン エロイカ
1795年10月5日未明、ベルナール夫妻に国民公会の動きを伝え、また、独断で軍を動かして王党派を倒そうとするが、ナポレオンによって阻止される。しかし従軍することは許され、王党派を殲滅する（ヴァンデミエールの反乱）。自分と全く同じ作戦を立てていたナポレオンに畏敬の念を抱く。
その後、武官以外は剣の所持が禁じられており、衛兵隊時代からの思い出のサーベルを手放さないため、そしてナポレオンへの個人的興味から彼の部下となる。
このころ、ベルナールの家に居候として住み始めたリヨン出身のカトリーヌ・ルノーダンと知り合う。ディアンヌに似た雰囲気を持つ彼女にほのかな恋心を抱くが、カトリーヌはジョゼフ・フーシェと王党派の二重スパイであり、心情的には王党派であった。そのため、カトリーヌ自身はジャコバン派のアランとイデオロギー的に合わないことを自覚しており、外相のタレイランと結婚した。
ナポレオンの部下となった直後、ナポレオンはイタリア遠征に出発し、それに従ってアランもイタリアへ赴き、モンテノッテの戦いでは砲兵隊の指揮とモンテレジモ堡塁の死守を任され、ロディの戦いでは城門を破壊するという活躍をする。その功によりナポレオンは将軍の位を与えようとするが、アランは拒否する。その後のアルコレの戦いでは別働隊を率いてロンコの川に橋を架けるという重役を任され、任務に成功する。
だが、王党派のクーデター計画を抑えるためという名目でバラスがナポレオンをパリに呼び戻そうとしたため、ナポレオンの代理として一足早くパリに帰還、王党派議員を逮捕する。その際、彼の代理として王党派を一掃すべく密かにパリに帰還したアランはタレイラン邸でタレイラン公夫人となったカトリーヌと再会し、その事実を知って「また出遅れた」とショックを受ける。
イタリア遠征でナポレオンから大きな信頼を得たアランは、ナポレオンがイギリス侵攻作戦のための視察という名目で北フランスに行っている間、南フランスでトルコやエジプトの情報を集めるよう密命を受け、ベルナールとともに地中海の情報を集めることに成功する。
1798年4月、ナポレオンに伴ってエジプト遠征に出発する。この戦役はナポレオンの義理の息子ウジェーヌの初陣であり、アランはこの戦役で彼に軍人としての心得を教えることになる。ナポレオンがシリア方面に転進するときは、ネルソンによって壊滅させられたフランス艦隊の代わりにヤッファまで物資を運ぶ任務を受け、イギリス艦隊によって大打撃を受けながらも何とか任務を果たす。その後のアッコンでの戦いでは、城内に取り残されたウジェーヌを決死の突撃により救い出す。
だが、フランス本国では同盟軍により圧倒され続けているという知らせを聞き、ナポレオンは一部の腹心たちと共にフランスに引き返す。この腹心の中にアランも含まれていた。
アランは、ナポレオンと共に合法的クーデターの準備を進め、1799年11月9日ブリュメールのクーデターを起こす。このクーデターの時に発せられる檄文や布告はベルナールによって起草・印刷されたが、クーデターの終盤でナポレオンが議会に軍隊乱入させたため、ベルナールはクーデターに手を貸したことに深く後悔する。ここで、アランとベルナールは意見が対立する。アランは軍人として、またフランスが完全な共和制国家となるための過渡期の守護者としてナポレオンの行動を支持した。クーデター直前、ナポレオンからクーデター協力の見返りとして、妹のポーリーヌ・ボナパルトとの結婚を勧められる。しかし、アランはこの申し出を拒絶し、かえってポーリーヌの心に強い印象を残すこととなった。
1800年5月6日第2回イタリア遠征に出発。マレンゴの戦いの時には別働隊を率いていたが、砲声がするマレンゴに急行したため、ナポレオンは逆転勝利を収めることができた。
1803年対イギリスのためにブーローニュの駐屯地に派遣される。その間、ブリュメールのクーデターの後、スイスのスタール夫人の別荘に身を潜めていたベルナール夫妻は、アランの家に住むことになる。
しかし、ナポレオンは皇帝になる野心を覗かせ始める。
1804年ナポレオンに見切りを付けたアランは、密かにパリに戻りベルナールと共にナポレオン暗殺計画を練り始める。ベルナールの妻ロザリーと息子フランソワはスタール夫人の手によって事前にスウェーデンに亡命させられた。架空のナポレオン暗殺未遂事件の犯人として、ベルナールがナポレオンの筆跡を真似て書いた偽の逮捕状を作成、アランがブーローニュの軍隊を動かしてジョゼフ・フーシェとミュラー将軍を逮捕し、動きを封じる。その間にチュイルリー宮のコメディ・フランセーズの女優ジョルジーナ・ウェイアー（ナポレオンの愛人）の部屋でアランが潜り込み、部屋に入ってきたナポレオンを刺殺する予定であったが、ブーローニュの軍隊についてパリの門番の一兵士が嫌な予感がして参謀本部に確認を取ったため、直前で計画が露見し、刺殺しようとした直前に兵士が駆けつけてきてしまい失敗する。最後の抵抗としてベルナールがピストルでナポレオンを狙うが、耳をかすめただけで致命傷には至らず、チュイルリー宮の前で2人とも射殺された。
カトリーヌに気持ちが傾いていた時期もあったが、生涯オスカルを想い続けていたようで独身を貫いた。ナポレオンが6歳上のジョゼフィーヌに熱烈な恋をしていることを知った時には「年増趣味なんだな。ま……わからないでもないがな」と（心の中で）言っている（オスカルはアランより5 - 6歳上であったことからの発言と思われる）。
ベルナールは彼の想いを知っていたらしく、アランとカトリーヌがお似合いだとほのめかすロザリーに「アランは駄目だよ。あいつはもう女には惚れない。一生分の片思いをしちまってるからね」と返している。

## 新・エピソード
エピソード4で、ベルナールとロザリーの看護で覚醒するところから始まる。バスティーユ陥落の際、フランソワ・アルマン、ジュール、ラサール・ドレッセル、ジャン・シニエ等の他の衛兵隊員は全員戦死し、アランもまた銃弾を浴びて意識不明の重体となり10日間も生死の境をさ迷った。7月14日のバスティーユ陥落以降、元兵士は全員がラ・ファイエット将軍の元に国民衛兵として編入されており、回復後、国民衛兵の分隊長を務める。ヴァレンヌ事件で連れ戻された国王一家と罵声を浴びせる群集を見て「ブルボン王朝の葬列だ」と呟いた矢先、刑死が待ち受ける主君らを救おうとそれでもなお忠誠を誓う王党派の一員であるジャルジェ将軍の姿を見出す。つかの間、言葉を交わしてオスカルの母ジョルジェットが亡くなったことを知り、また、オスカルの長姉オルタンスとその夫ローランシー伯爵と娘ル・ルー・ド・ラ・ローランシーを案じて彼女を救う。その際、妹ディアンヌと婚約しながら金持ちの娘に乗り換えた義弟になる筈だった元婚約者と再会する。初期はディアンヌに対して彼女が幸せになるなら自分の全てを差し出したいと思っていて、後にディアンヌ同様に同じ想いをオスカルに抱いて「愛する」ことだとやっと気づいたこともあり、妹のためだと信じて自分自身の私怨を晴らすために元婚約者を射殺しようとするが、アンドレの「武官はどんな時でも感情で行動するものじゃない。」という黒い騎士時代のベルナールを鞭打とうとしたオスカルを制止した言葉が脳裏に浮かび上がり、また、結婚の経緯はどうであれ相思相愛で夫である元婚約者の盾になろうとした身重の妻シュザンヌが身を挺して夫を庇う姿に復讐を断念した。いつオスカルを制止した時と同じ言葉を聞いたのか、詳細は不明である。
エピソード9で、『栄光のナポレオン－エロイカ」と同様に自身が軍人であったことで一緒に転戦したナポレオンを高く評価し、ベルナールの危惧に反論して完全な共和国に至る過渡期の守護者としてナポレオンは間違っていないと思っていたが、皇帝位を望んだナポレオンに失望して2人の部下と共にナポレオン暗殺計画を立て、妻子のある身で計画に参加するベルナールをなんとか一足先にパリを出たロザリーとフランソワの許に戻そうと決意し、その晩にナポレオンを暗殺しようとするも命令書に不審を抱いた兵士が問い合わせたことで計画が露見し、留まっていたベルナールが最後の抵抗に撃った銃弾もナポレオンの耳をかすめただけで駆け付けた兵士に蜂の巣にされて絶命した。

## 原作とTVアニメ版との違い
- アンドレの同年代の友人に変更され、精神的にも成熟したタフガイである。アンドレの入隊後は親友として彼の恋心を見守ることとなる。
- アンドレが望む衛兵隊B中隊への入隊志願に協力した。
- 第28話、アンドレが立ち寄った居酒屋「LA BONNE TABLE」にて初登場。その日は衛兵隊の給料日でバカ騒ぎをしていた。
- オスカルが赴任した際に挑んだ決闘は別の隊員に変更され、ラサールが憲兵隊に捕まったのはオスカルが売り渡したからだと誤解した時には決闘した。
- アンドレの恋心を仲間と笑いものにしたり下級貴族の１人であることで大貴族だけが昇進できる規則の件でオスカルを嘲笑するシーンは、アンドレとの友人関係が設定されたのでカットされた。
- 隊の仲間と共謀してオスカルを拉致、拷問を企んだ一件は原作とは異なり、アンドレを飲み友達と思うこともあってカットされた。
- オスカル死亡の際、彼女の死を看取った原作とは異なり、バスティーユ砲撃を命じるオスカルの意を汲み、戦闘を再開すべく一礼して彼女のそばを離れた。
- バスティーユ陥落後、周囲には知らせずに帰郷。5年後、ベルナールとロザリーが訪れた際には母と妹の菩提を弔いつつ畑を耕す農夫になっていた。

## キャスト
声優
- 山田俊司（現・キートン山田 / テレビアニメ版・劇場版）
- 子安武人（ドラマCD・Vol.1）
- 中井和哉（ドラマCD・II）
- 武内駿輔 (劇場版2025年)

俳優
- 林ゆたか（梅田コマ劇場ミュージカル版）

宝塚版本編は「ベルサイユのばら (宝塚歌劇)#配役一覧」を、外伝は「外伝ベルサイユのばら#出演者」を参照。